# Mirza Galib
Galib (Urdu: غاؔلِب‎), rođen Mirza Asadulah Baig Kan  (Urdu: مِرزا اسَدُاللہ بیگ خان‎), (27. decembar 1797 – 15. februar 1869), bio je prominentni urdu i persijski pesnik tokom zadnjih godina Mogulskog carstva. On je koristio svoje pseudonime Galib (Urdu: غالِب‎, ġhālib sa značenjem „dominantan”) i Asad (Urdu: اسَد‎, Asad sa značenjem „lav”). Njegovo počasno ime je bilo Dabir-ul-Mulk, Najm-ud-Daula. Tokom njegovog života, došlo je do slabljenja Mogulskog carstva i njegovog raspada. Ono je bilo potisnuto kolonijalnom Britanskom Indijom i konačno rasformirano nakon poraza Indijske pobune 1857. godine. Neki od tih događaja su opisani u njegovim radovima.
Za Galiba je karakteristično da je pisao na urdu i na persijskom jeziku. Njegov persijski opus je najmanje pet puta duži od onog u urdu jeziku, ali njegova slava počiva na njegovoj urdu poeziji. U današnje vreme Galib i dalje ostaje popularan ne samo u Indiji i Pakistanu, već i među hindustanskim dijasporama širom sveta.

## Rani život
Mirza Galib je rođen u Kala Mahalu u Agri u porodici Mogula koji su se preselili u Samarkand (u današnjem Uzbekistanu) nakon pada seldžučkih kraljeva. Njegov deda po ocu, Mirza Kokan Bajg, bio je seldžučki Turčin koji je emigrirao u Indiju iz Samarkanda za vreme vladavine Ahmad Šaha (1748–1754). On je radio u Lahoru, Delhiju i Džajpuru, dobio je pod-okrug Pahasu (Bulandšar, UP) i konačno se nastanio u Agri, UP, Indija. On je imao četiri sina i tri kćeri.
Mirza Abdula Bajg (Galibov otac) oženio se Izat-ut-Nisa Begum, etničkom Kašmiriskom, a zatim je živeo u kući svog tasta, Galibovog dede. Prvo je bio zaposlen u Navabu iz Laknaua, a zatim u Nizamu iz Hajderabada, Dekan. Poginuo je u bici 1803. u Alvaru, i sahranjen je u Rajgarhu (Alvar, Radžastan), kada je Galib imao nešto više od 5 godina. Nakon toga ga je podizao njegov ujak Mirza Nasrula Bajg Kan, ali je 1806. Nasrula pao sa slona i umro od zadobijenih povreda.
Godine 1810, u uzrastu od trinaest godina, Galib se oženio Umrao Begum, ćerkom Navaba Ilahija Bakša (brata Navaba iz Ferozepur Džirka). Ubrzo se preselio u Delhi, zajedno sa svojim mlađim bratom Mirzom Jusufom, koji je u mladosti razvio šizofreniju i kasnije umro u Delhiju tokom haosa 1857. godine. Nijedno od njegovih sedmoro dece nije preživelo posle detinjstva. Nakon venčanja, nastanio se u Delhiju. U jednom od svojih pisama, on opisuje svoj brak kao drugi zatvor nakon prvobitnog zatočeništva koji je bio sam život. Ideja da je život jedna neprekidna bolna borba koja se može završiti tek kada se sam život završi, ponavlja se u njegovoj poeziji. Jedan od njegovih kupleta to ukratko iznosi:
| قید حیات و بند غم ، اصل میں دونوں ایک ہیں‎ موت سے پہلے آدمی غم سے نجات پائے کیوں؟‎ | Zatvor života i ropstvo tuge su isto Zašto bi čovek trebalo da se oslobodi tuge pre nego što umre? |
|                                                                                  | |

Postoje oprečni izveštaji o njegovom odnosu sa suprugom. Smatrana je pobožnom, konzervativnom i bogobojažljivom.

## Književna karijera
Galib je počeo sa pisanjem poezije u svojoj 11 godini. Njegovo maternji jezik je bio urdu, ali se u njegovoj kući isto tako govorilo persijski i turski. U mladosti je stekao obrazovanje na persijskom i arapskom jeziku. U Galibovo vreme reči „hindski” i „urdu” su bile sinonimne (pogledajte hindu-urdu polemiku). Galib je pisao persijsko-arapskim pismom koje se koristi za pisanje modernog urda, ali je svoj jezik obično nazivao „hindi”. Jedno od njegovih dela naslovljeno je Ode-e-Hindi („Parfem hindija”).
Iako je Galib preferirao persijski jezik u odnosu na urdu, njegova slava počiva na radovima napisanim na urgu jeziku. Urdu naučnici su napisali brojne komentare o Galibovim ghazal kompilacijama. Prvo takvo razmatranje ili Šarh napisao je Ali Hejder Nazm Tabatabaj iz Hajderabada za vreme vladavine poslednjeg Nizama u Hajderabadu.
U skladu sa konvencijama klasičnog gazala, u većini Galibovih stihova identitet i pol voljene su neodređeni. Kritičar/pesnik/pisac Šamsur Rahman Farukuj objašnjava da je konvencija o postojanju „ideje” ljubavnika ili voljenog umesto stvarnog ljubavnika/voljenog oslobodila pesnika-protagonistu-ljubavnika od zahteva realizma. Ljubavna poezija u urdu od poslednje četvrtine sedamnaestog veka nadalje sastoji se od „pesama o ljubavi”, a ne od „ljubavnih pesama” u zapadnom smislu te reči.
Prvi potpuni engleski prevod Galibovih gazala bio je Ljubavni sonet Galiba, koji je uradio Sarfaraz K. Niazi, a objavile su ga izdavačke kuće Rupa & Co u Indiji i Ferozsons u Pakistanu. Taj prevod sadrži potpunu rimsku transliteraciju, eksplikaciju i opsežan leksikon.

### Penzije i pokroviteljstvo
Galib je opisan kao da je više zabrinut za primanje penzija nego za izgradnju imanja ili bavljenje trgovinom. Galib je dobijao mesečnu platu od 62 rupije i 8 ana iz državne penzije svog strica do 1827. godine. On je otputovao je u Kalkutu i podneo peticiju generalnom guverneru da nastavi da prima novac od ove penzije.
Jedna od Galibovih životnih ambicija bila je da postane ustad najvišeg ranga za kraljevski Mogulski dvor. Ova pozicija ne samo da bi dokazala njegovo umetničko majstorstvo, već bi mu obezbedila i platu od 400 rupija mesečno. Pre nego što je postao zvanični pesnik laureat suda, Galib je dobijao platu od 50 rupija mesečno da piše istorije o kući Tajmur.

### Pisma
Mirza Galib je bio nadaren pisac pisama. Mirza je stvarao ne samo urdu poeziju, već i prozu. Njegova pisma su dala osnovu lakom i popularnom urdu jeziku. Pre Galiba, pisanje pisama na urdu bilo je veoma ornamentalno. Svoja pisma je učinio da „razgovaraju”, koristeći reči i rečenice kao da razgovara sa čitaocem.

## Nasleđe
On je umro u Delhiju 15. februara 1869. godine. Kuća u kojoj je živeo u Gali Kasim Janu, Balimaran, Čandi Čovk, u Starom Delhiju poznata kao Galib ki Haveli, sada je muzej posvećen njemu.
Gazalski maestri kao što su Jagjit Sing, Mehdi Hasan, Ikbal Bano, Abida Parvin, Farida Kanum, Tina Sani, Madam Nur Džehan, Mohamed Rafi, Aša Bosl, Begum Aktar, Gulam Ali, Lata Mangeškar, Nusrat Fateh Fateh Ali Kan pevali su njegove gazale.

## Literatura
- Tijarwi, Mohammad Mushtaq (2019). G̲h̲ālib aur Alvar (на језику: урду). New Delhi: Ghalib Institute. OCLC 1132238536.
- Urdu letters of Mirza Asaduʼllāh Khan Galib. 1987. ISBN 0-88706-412-4., tr. by Daud Rahbar. SUNY Press. .
- Rahman, Munibur (2000). „ḠĀLEB, Mīrzā ASAD-ALLĀH Khan”. Encyclopaedia Iranica, Vol. X, Fasc. 3. стр. 258—259.

## Spoljašnje veze
- Mirza Galib на сајту Internet Archive (језик: енглески)
- Mirza Galib на сајту LibriVox (језик: енглески)